# Fälttelegrafens församling
Fälttelegrafens församling var en militärförsamling för Fälttelegrafkåren i nuvarande Stockholms stift och nuvarande Stockholms kommun. Det upplöstes 30 april 1927. 

## Administrativ historik
Församlingen bilades 1902 genom en utbrytning ur Svea ingenjörkårs församling och upplöstes 30 april 1927. 